# شمس‌الدین محمد خفری
محمد بن احمد خَفری(درگذشتهٔ ۹۴۲ یا ۹۵۷ ه‍. ق) ملقب به شمس‌الدین یا فاضل خفری کلام‌شناس و ستاره شناس  حکمت‌دان ایرانی سدهٔ دهم هجری یعنی اوائل دوره صفویه ایران است. وی فرزند احمد عیانی خفری صاحب کتاب رسالة الرمل و پدر عمادالدین محمود دهدار عیانی و پدربزرگ معین الدین محمد دهدار است.
اهل خفر جنوب غربی فیروزآباد فارس بوده است . نخست در شیراز و سپس در کاشان زندگی می‌کرده برای همین در بعضی از منابع خفری الکاشی هم نامیده شده است. در هرات و عربستان نیز اقامت داشته‌است. بیشتر منابع کیش او را سنی دانسته‌اند.
وی در مورد فلسفه ، دین و نجوم نوشت ، و در آخرین مورد شرح تفسیری درباره طوسی و نقدهای قطب الدین شیرازی است. الخفری آثاری در زمینه الهیات و نجوم نوشت و نشان داد که دانشمندان اسلامی در زمان و مکان او هیچ تضادی بین اسلام و علم ندارند.
بر حاشیه‌ای که او بر شرح تجرید قوشچی نوشت ۲۰ تن از بزرگان فلسفه از جمله میرداماد، شمسای گیلانی و غیاث‌الدین منصور دشتکی حاشیه نوشته‌اند.

## آثار
1. اثبات الواجب تعالی
2. رسالة فی الهیولی
3. المحاکمات بین الطبقات
4. حاشیه بر شرح تجرید قوشچی بر الهیات تجرید
5. سواد العین: حاشیه بر شرح حکمة العین
6. حسرة الفضلاء در حل شبههٔ جذر الأصم
7. رسالهٔ حل ما لاینحل
8. تفسیر آیةالکرسی
9. التکلمة فی شرح التذکرة النصیریة
10. منتهی الادراک فی الهیة
11. اسفار العارفین
12. حاشیه بر نهایت الادراک قطب‌الدین شیرازی
13. رسالة فی الرمل (به فارسی)
14. رسالة فی الزاویة
15. رسالة فی القضیة و التصدیق
16. رساله رمل

## کتب وی در ستاره شناسی
خفری یک ستاره شناس نظری بود که در دوره ای پس از دوران انحطاط علوم اسلامی ، نظریه های سیاره ای جدیدی را توسعه داد و یکی از نمونه های بسیاری است که می تواند این نظریه را که دانشمندان اسلامی پس از قرن 12 کمک چندانی نکرده اند ، از بین ببرد.

#### التكملة في شرح التذكرة
شرح  اثری است که الشریف الجرجانی درباره نقد خواجه نصیر طوسی بر نجوم بطلمیوسی ،( التذكرة في علم الهيئة)  خفری در شرح خود به برخی از راه حلها برای معادل مسئله ارائه شده توسط بطلمیوس کمک می کند.
طوسی با استفاده از زوج معروف طوسی خود مسئله را حل کرد. با این حال ، او قادر به گسترش آن به مدل عطارد نبود و زمانی که به حرکت عطارد که نزدیک ترین سیاره به خورشید است رسید اظهار عجز نمود.
اما خفری با خواندن اثر خواجه نصیر و بکاربردن نبوغ ریاضی خود چهار راه حل برای مسئله حرکت عطارد پیشنهاد نمود. به نوعی هم ثابت کرد که هر پدیده طبیعی میتواند توسط روشهای زیاد ریاضی توضیح داده شود.
خفری در ابتدای تفسیر خود صریحاً ذکر می کند که وی از اصطلاحات جرجانی در موضوعات خاصی استفاده می کند ، اگرچه او کار اصلی خود را نیز معرفی می کند. راه حل او برای ماه ، مانند مدل اصلی بطلمیوس ،  شامل اختلاف مسافت ماه است که قبلاً توسط الشاطر ثابت شده بود.

#### منتهی الإدراک (درک نهایی نجوم)
کتابی است در هیأت که پس از التكملة نوشته شده است. مبنای اصلی این کتاب التحفة الشاهية قطب‌الدین شیرازی است.

#### حل ما لا ینحال
رساله‌ای در نجوم است که در آن به مسائل نجوم نظری پرداخته شده است.